# Kamień Górowski (przystanek kolejowy)
Kamień Górowski – zamknięty w grudniu 1960 roku i zlikwidowany w kwietniu 1975 roku przystanek osobowy i ładownia publiczna w Kamieniu Górowskim, w gminie Wąsosz, w powiecie górowskim, w województwie dolnośląskim, w Polsce. Został otwarty w dniu 15 września 1886 roku.